# Sprzężenie jj
Sprzężenie jj – model sprzężenia stosowany w spektroskopii. Opisuje on sprzężenie spinowego i orbitalnego momentu pędu poszczególnych elektronów, dające wartości j, z których wynika wypadkowa wartość liczby J.

## Istota sprzężenia
W przypadku atomów lekkich można z powodzeniem stosować sprzężenie LS, jednak w atomach ciężkich model ten może zawodzić, ponieważ całkowity moment pędu kwantowany liczbą J ulega zmianie. Dzieje się tak, gdy oddziaływanie elektrostatyczne pomiędzy elektronami jest słabsze niż oddziaływanie spinowo-spinowe oraz gdy sprzężenie spinowo-orbitalne jest duże. W takich wypadkach traktuje się elektrony jako poszczególne osobne cząstki opisane liczbami j, a możliwe wartości wektora {\displaystyle M_{J}} (od którego zależy liczba J) otrzymuje się przez zsumowanie wektorów {\displaystyle M_{j}{:}}
{\displaystyle M_{J}=|j_{1}+j_{2}|,|j_{1}+j_{2}-1|,\dots ,|j_{1}-j_{2}+1|,|j_{1}-j_{2}|.}
Całkowity wypadkowy moment pędu wszystkich elektronów J, wyrażający sprzężenie jj, przedstawia się wzorem:
{\displaystyle J=\sum _{i}j_{i}=\sum _{i}s_{i}+\sum _{i}l_{i}.}
Liczby L i S nie są brane pod uwagę w sprzężeniu jj, gdyż nie dochodzi do powstania wypadkowych momentów pędu kwantowanych tymi liczbami. Sprzężenie jj jest głównie używane do opisu widm ciężkich atomów oraz atomów wielokrotnie zjonizowanych. W pozostałych przypadkach można używać modelu sprzężenia LS, gdyż nie odbiega on tak bardzo energetycznie. Istnieją także przypadki pośrednie, w których do opisania stanu energetycznego, trzeba używać jeszcze bardziej przybliżonych modeli.